# Oniticellus pictus
Oniticellus pictus là một loài bọ cánh cứng trong họ Bọ hung (Scarabaeidae).